# Andréas Honnet
Andréas Honnet (28 juni 1993), beter bekend als Sardoche, is een Franse gamer en livestreamer.

## Loopbaan
Honnet is in 1993 in Frankrijk geboren. Hij had een exact pakket op de middelbare school en studeerde daarna aan het ENSIIE.
Honnet begon vanaf 2015 onder de gebruikersnaam Sardoche naam te maken als gamer en streamer. Gedurende zijn gaming carrière heeft hij gespeeld voor GG Call Nash, Lamasticrew, Melty eSport Club,  Imaginary Gaming en ArmaTeam. Met name als speler in de League of Legends maakte hij faam.
In 2021 bleek dat hij ook als streamende schaker zijn weg weet: Sardoche won toen het PogChamps 3 schaaktoernooi van Chess.com door Rainn Wilson in de finale te verslaan.
Anno 2021 heeft Sardoche een schare van meer dan negenhonderdduizend volgers op Twitch en met meer dan driehonderdduizend volgers op zijn Youtube-kanaal is hij volgens Chess.com ook daar vrij populair. In zes jaar tijd heeft hij een kleine 2,5 miljoen euro aan prijzengeld vergaard.